# آلکسیس آلکسودیس
آلکسیس آلکسودیس (یونانی: Αλέξης Αλεξούδης؛ زادهٔ ۲۰ ژوئن ۱۹۷۲) بازیکن فوتبال اهل یونان بود.
از باشگاه‌هایی که در آن بازی کرده‌است می‌توان به باشگاه فوتبال پاناتینایکوس و باشگاه فوتبال او.اف.آی کرته اشاره کرد.
وی همچنین در تیم ملی فوتبال یونان بازی کرده‌است.